# أنتواين باربور
أنتواين باربور (بالإنجليزية: Antwain Barbour)‏ مواليد 17 يونيو 1982 في إليزابيثتاون، هو لاعب كرة سلة أمريكي. بدأ مسيرته الاحترافية في سنة 2004. يبلغ طوله 6 قدم 5 بوصة (2.0 م). حقق المركز الثالث في الألعاب الجامعية الصيفية 2001.

## المسيرة الاحترافية
لعب مع جاورس دي لارا في سنة 2005، ثم لعب مع دي لا بالما في سنة 2006، ثم لعب مع تنريفي في الدوري الإسباني من سنة 2006 إلى 2008، ثم لعب مع إردميرسبور في سنة 2009، ثم لعب مع سان سباستيان غيبوثكوا بي سي في الدوري الإسباني في موسم 2009–2010، ثم لعب مع إردميرسبور في موسم 2010–2011، ثم لعب مع سيبونا في موسم 2011–2012.

## الميداليات
| الميدالية | المسابقة                      |
| --------- | ----------------------------- |
| برونزية   | الألعاب الجامعية الصيفية 2001 |

## روابط خارجية
- أنتواين باربور على موقع الدوري الأوروبي لكرة السلة (الإنجليزية)
- أنتواين باربور على موقع الدوري الإسباني لكرة السلة (الإسبانية)
- أنتواين باربور على موقع كرة السلة الأوروبية.كوم (الإنجليزية)
- أنتواين باربور على موقع كلية كرة السلة في سبورتس رفرنس.كوم (الإنجليزية)
- أنتواين باربور على موقع ريلجم (الإنجليزية)
- أنتواين باربور على موقع بروبوليرز (الإنجليزية)
- أنتواين باربور على موقع سبورتس رفرنس (الإنجليزية)